# فلاديسلاف كوزنيتسوف
فلاديسلاف كوزنيتسوف (30 يوليو 1991 - ) هو لاعب كرة قدم روسي في مركز الوسط. لعب مع FC Chelyabinsk ‏.

## وصلات خارجية
- فلاديسلاف كوزنيتسوف على موقع قاعدة بيانات كرة القدم.إي يو (الإنجليزية)
- فلاديسلاف كوزنيتسوف على موقع قاعدة بيانات كرة القدم.إي يو (الإنجليزية)